# Mesolith
Mesolith ist ein häufig vorkommendes Mineral aus der Mineralklasse der Silikate, genauer ein Gerüstsilikat aus der Gruppe der Faserzeolithe. Es kristallisiert im orthorhombischen Kristallsystem mit der chemischen Zusammensetzung Na2Ca2[Al6Si9O30]·8H2O und entwickelt vorwiegend lange, nadelige bis haarförmige Kristalle in radialstrahlig angeordneten Aggregaten oder derbe, porzellanartige Massen, die meist farblos oder weiß sind.
Mineralogisch gesehen ist Mesolith ein Zwischenglied in einer kontinuierlichen chemischen Mischungsreihe, welche durch den Austausch von Calcium und Wasser anstelle von Natrium charakterisiert ist. Das natriumreiche Endglied der Reihe (bei gleicher Kristallstruktur) ist Natrolith (Na2[Al2Si3O10]·2H2O), das calciumreiche Endglied ist Skolezit (Ca[Al2Si3O10]·3H2O), während Mesolith von intermediärer Zusammensetzung mit deutlichem Natrium- und Calciumanteil ist.

## Etymologie und Geschichte
Der Name Mesolith wurde erstmals im Jahre 1813 von den deutschen Gelehrten Adolph Ferdinand Gehlen und Johann Nepomuk Fuchs für eine Varietät von "Mesotyp" verwendet, jedoch ohne genaue Nennung des Fundortes. Die noch heute gebräuchliche Definition des Namens als Zwischenglied zwischen Natrolith und Skolezit wurde drei Jahre später, 1816, von J.N. Fuchs eingeführt.

## Klassifikation
In der veralteten 8. Auflage der Mineralsystematik nach Strunz gehörte der Mesolith zur Mineralklasse der „Silikate“ und dort zur Abteilung „Gerüstsilikate (Tektosilikate)“, wo er gemeinsam mit Edingtonit, Gonnardit, Mountainit, Natrolith, Skolezit und Thomsonit in der „Natrolith-Gruppe“ mit der Systemnummer VIII/F.10 steht.
In der zuletzt 2018 überarbeiteten Lapis-Systematik nach Stefan Weiß, die formal auf der alten Systematik von Karl Hugo Strunz in der 8. Auflage basiert, erhielt das Mineral die System- und Mineralnummer VIII/J.21-050. Dies entspricht der Klasse der „Silikate“ und dort der Abteilung „Gerüstsilikate“, wo Mesolith zusammen mit Gonnardit, Natrolith, Paranatrolith, Skolezit, Thomsonit-Ca und Thomsonit-Sr eine unbenannte Gruppe mit der Systemnummer VIII/J.21 bildet.
Die von der International Mineralogical Association (IMA) zuletzt 2009 aktualisierte 9. Auflage der Strunz’schen Mineralsystematik ordnet den Mesolith in die Klasse der „Silikate und Germanate“ und dort in die Abteilung „Gerüstsilikate (Tektosilikate) mit zeolithischem H2O; Familie der Zeolithe“ ein. Hier ist das Mineral in der Unterabteilung „Zeolithe mit Ketten aus Vierer-Ringen, verbunden über ein fünftes Si“ zu finden, wo es zusammen mit Gonnardit, Natrolith, Paranatrolith und Skolezit die „Natrolithgruppe“ mit der Systemnummer 9.GA.05 bildet.
In der vorwiegend im englischen Sprachraum gebräuchlichen Systematik der Minerale nach Dana hat Mesolith die System- und Mineralnummer 77.01.05.04. Das entspricht der Klasse der „Silikate“ und dort der Abteilung „Gerüstsilikate: Zeolith-Gruppe“. Hier findet er sich innerhalb der Unterabteilung „Echte Zeolithe“ in der Gruppe „Natrolith und verwandte Arten“, in der auch Natrolith, Tetranatrolith, Paranatrolith, Skolezit, Edingtonit, Gonnardit, Cowlesit, Thomsonit-Ca, Thomsonit-Sr und Nabesit eingeordnet sind.

## Kristallstruktur
Mesolith kristallisiert orthorhombisch in der Raumgruppe Fdd2 (Raumgruppen-Nr. 43) mit den Gitterparametern a = 18,41 Å; b = 56,65 Å und c = 6,55 Å sowie 8 Formeleinheiten pro Elementarzelle.

## Bildung und Fundorte

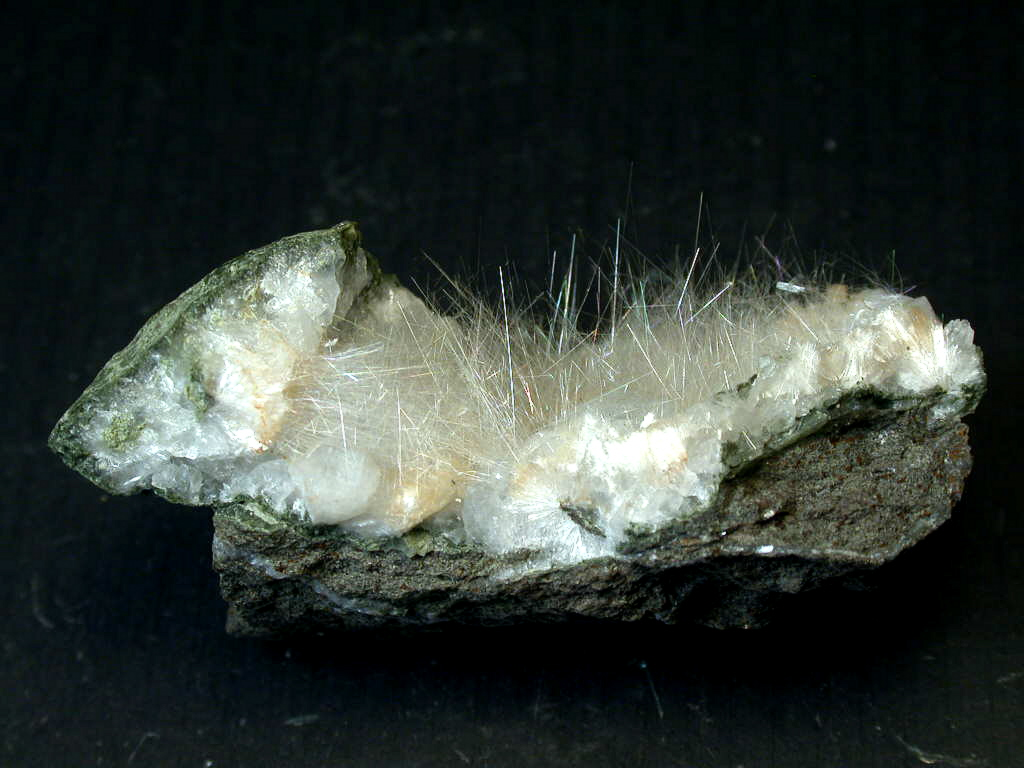
Nadeliger Mesolith auf Analcimkristallen aus der Grube Bear Creek (Grube Whipple), Drain, Douglas County, Oregon, USA (Größe 4,6 cm × 2,6 cm)

Wie die verwandten Minerale Skolezit und Natrolith ist Mesolith ein weit verbreitetes Zersetzungsprodukt von Basalt und kommt gemeinsam mit anderen Zeolithen und Apophyllit als hydrothermale Bildung in Drusen darin vor. Auch in einigen magmatischen und metamorphen Gesteinen tritt Skolezit als Kluftmineral auf. Mesolith entsteht während der niedriggradigen Metamorphose in der Zeolithfazies.
Bekannte Fundorte sind unter anderem auf den Färöer-Inseln, Island, Isle of Skye sowie in Indien (Maharashtra).